# Las Palomas, Mier y Noriega
Las Palomas är en ort i Mexiko.   Den ligger i kommunen Mier y Noriega och delstaten Nuevo León, i den centrala delen av landet, 500 km norr om huvudstaden Mexico City. Las Palomas ligger 1 787 meter över havet och antalet invånare är 621.
Terrängen runt Las Palomas är huvudsakligen kuperad, men åt nordväst är den platt. Terrängen runt Las Palomas sluttar brant västerut. Runt Las Palomas är det glesbefolkat, med 8 invånare per kvadratkilometer. Närmaste större samhälle är Doctor Arroyo, 14,0 km norr om Las Palomas. Omgivningarna runt Las Palomas är i huvudsak ett öppet busklandskap.